# سيصوراوات
السيصوراوات (الاسم العلمي: Sisorinae) هي أسرة من الأسماك تتبع فصيلة السيصورات من رتبة سلوريات الشكل.

## أجناس السيصوراوات
- السيصور